# Min bedste vens bryllup
Min bedste vens bryllup (eng: My Best Friend's Wedding) er en amerikansk komediefilm fra 1997 instrueret af P. J. Hogan og med Julia Roberts, Cameron Diaz og Dermot Mulroney i hovedrollerne. Filmen var nomineret til flere priser, bl.a. en Golden Globe Award for bedste musical eller komedie og to Golden Globe-nomineringer til Rupert Everett og Julia Roberts for deres præstationer. Everett var desuden nomineret til en BAFTA Award for bedste mandlige birolle.

## Medvirkende
- Julia Roberts
- Dermot Mulroney
- Cameron Diaz
- Rupert Everett
- Philip Bosco